# Los campeones del pueblo "The Big Leagues"
Los Campeones del Pueblo "The Big Leagues" es el noveno álbum de estudio del dúo puertorriqueño Wisin & Yandel. Fue publicado el 14 de diciembre de 2018 por Sony Music Latin.
El álbum se destaca por el regreso de Wisin y Yandel como dueto desde su separación en 2013. Asimismo, se caracteriza por el estilo musical clásico de ellos, con esencia a sus orígenes. De este álbum, se desprenden algunos sencillos como: «Reggaetón en lo oscuro», «Callao» y «Aullando» entre otros.
En este álbum, están incluidas las participaciones de Maluma, Ozuna, Bad Bunny,  Romeo Santos y Zion & Lennox, entre otros.

## Lista de canciones
| N.º | Título                          | Duración |  |
| 1.  | «Veo veo»                       | 4:05     |  |
| 2.  | «Reggaeton en lo oscuro»        | 3:28     |  |
| 3.  | «Callao» (con Ozuna)            | 3:40     |  |
| 4.  | «Aullando» (con Romeo Santos)   | 3:48     |  |
| 5.  | «Guaya»                         | 3:44     |  |
| 6.  | «Tú tienes»                     | 3:44     |  |
| 7.  | «Dame algo» (con Bad Bunny)     | 3:59     |  |
| 8.  | «La luz» (con Maluma)           | 3:45     |  |
| 9.  | «Me dañas la mente»             | 3:32     |  |
| 10. | «Mi intención» (con Miky Woodz) | 4:10     |  |
| 11. | «Te dije que iba a pasar»       | 3:08     |  |
| 12. | «Deseo» (con Zion & Lennox)     | 4:01     |  |
| 13. | «Recuerdo»                      | 3:12     |  |
| 14. | «Ojalá» (con Farruko)           | 3:53     |  |

## Posicionamiento en las listas
| Listas (2018)                        | Mejor posición |
| ------------------------------------ | -------------- |
| España (Top 100 Álbumes)             | 44             |
| Estados Unidos (Billboard 200)       | 190            |
| Estados Unidos (Top Latin Albums)    | 2              |
| Estados Unidos (Latin Rhythm Albums) | 2              |

| Listas (2019)                     | Posición |
| --------------------------------- | -------- |
| Estados Unidos (Latin Rhythm)     | 13       |
| Estados Unidos (Top Latin Albums) | 20       |

| Listas (2020)                     | Posición |
| --------------------------------- | -------- |
| Estados Unidos (Top Latin Albums) | 86       |

## Certificaciones
| País (Certificador) | Certificación      | Ventas certificadas |
| --- | ------------------ | ------------------- |
| Estados Unidos (RIAA) | 4× Platino (Latin) | 240 000*            |
| México (AMPROFON) | Platino            | 60 000              |
| ^cifras de envíos basadas únicamente en la certificación xcifras no especificadas basadas únicamente en la certificación |                    |                     |